# Sijbrandaburen
Sijbrandaburen (officieel, Fries: Sibrandabuorren) is een dorp in de gemeente Súdwest-Fryslân, in de Nederlandse provincie Friesland. Sijbrandaburen ligt ten noordoosten van Sneek, tussen de dorpen Gauw en Terzool aan de Sijbrandabuurstervaart, die van de Sneeker Oudvaart naar het Sneekermeer loopt.
In 2023 telde het dorp 345 inwoners. De buurtschap Speers ligt in het postcodegebied van Sijbrandaburen.

## Geschiedenis
Het dorp is ontstaan in de streek Lege Geaen, de lage landen, oostelijk van de voormalige Middelzee. Het dorp was een kleine nederzetting rond een kerk.
In 1333 werd de plaats vermeld als Zibrandus curatus in Zibrandaburghe, in 1335 als Zibrandadorp, in 1481 als Sybranda bwrem, in 1573 als Zybrandabueren, in 1579 als Sibrantburen, in 1718 als Sibrandabuiren en vanaf de 19e eeuw Sibrandaburen en in de 20e eeuw raakte de spelling Sijbrandaburen in zwang. Sinds 1989 is de officiële naam de Friestalige naam Sibrandabuorren. 
De plaatsnaam duidt op een nederzetting (buren) van door de persoon Sibrand. 
Tot de gemeentelijke herindeling in 1984 maakte Sijbrandaburen deel uit van de toenmalige gemeente Rauwerderhem, genoemd naar een van de Friese Hempolders van de oude Middelzee. Rauwerderhem was tevens de naam van de grietenij waartoe Sijbrandaburen behoorde. Tussen 1984 en 2014 maakte Sijbrandaburen deel uit van de toenmalige gemeente Boornsterhem.

## Kerk
Het dorp kende een tijdlang een kerk die gewijd was de heilige Sint Martinus. De zadeldaktoren werd op het einde in 1689 afgebroken en vervangen door een koepel. De koepel werd in 1824 vervangen door een spitse toren. Maar later in de eeuw werd de kerk geheel afgebroken.
De huidige kerk van Sijbrandaburen, de hervormde Sint Maartenskerk dateert uit 1872. De driezijdig gesloten zaalkerk met eclectische elementen kent een de houten geveltoren met ingesnoerde spits met daarin een klok uit 1540. Sinds 2018 is de kerk tevens als cultureel centrum en dorpshuis dienst gaan doen, na een flinke restauratie en verbouwing.

## Sport
Het dorp heeft een sporthal die gehuurd wordt door de omnisportvereniging Kubus. Er is verder een badmintonclup met de naam DLG Sibrandabuorren

## Onderwijs
In het dorp stond een basisschool, de De Lege Geaën. In 2018 is deze gefuseerd met de scholen in Gauw en Terzool, onder de naam De Legeaën.

## Bevolkingsontwikkeling
| 1999 | 2002 | 2004 | 2005 | 2006 | 2007 | 2008 | 2009 | 2012 | 2018 | 2021 | 2023 |
| ---- | ---- | ---- | ---- | ---- | ---- | ---- | ---- | ---- | ---- | ---- | ---- |
| 395  | 384  | 392  | 395  | 394  | 388  | 379  | 373  | 380  | 360  | 355  | 345  |

## Geboren in Sijbrandaburen
- Samuel Klinkenberg (1881-1970), beeldhouwer, tekenaar en docent